# Marie Šedivá
Marie Šedivá-Krůbová (ur. 12 października 1908, zm. 13 grudnia 1975 w Pradze) – czeska florecistka reprezentująca Czechosłowację, złota medalistka mistrzostw świata.
Podczas mistrzostw świata w Pieszczanach w 1938 roku wywalczyła złoty medal we florecie indywidualnym. Na podium wyprzedziła rodaczkę, Carmen Slabochovą i Belgijkę Jenny Addams. Był to jej jedyny medal w zawodach tego cyklu i jednocześnie pierwszy w historii złoty medal dla Czechosłowacji w tym sporcie.
Brała udział w igrzyskach olimpijskich w Berlinie w 1936 roku, gdzie odpadła w pierwszej rundzie. Był to jej jedyny start olimpijski.
W latach 1934–35 i 1936-37 zdobywała mistrzostwo Czechosłowacji we florecie. Po zakończeniu kariery pracowała jako trener. 